# Сплітсько-Далматинська жупанія

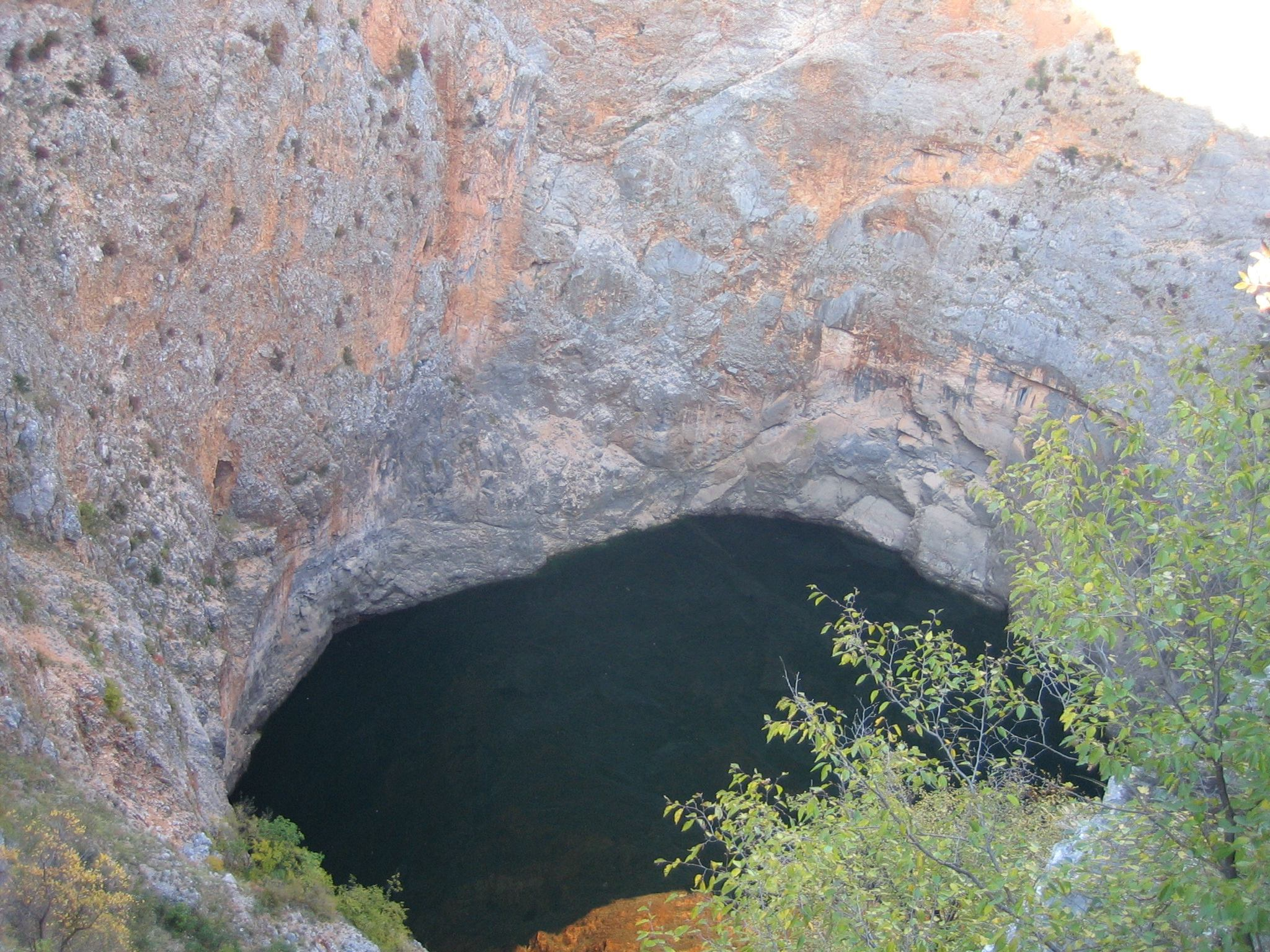
Червоне Озеро у гірському провалі

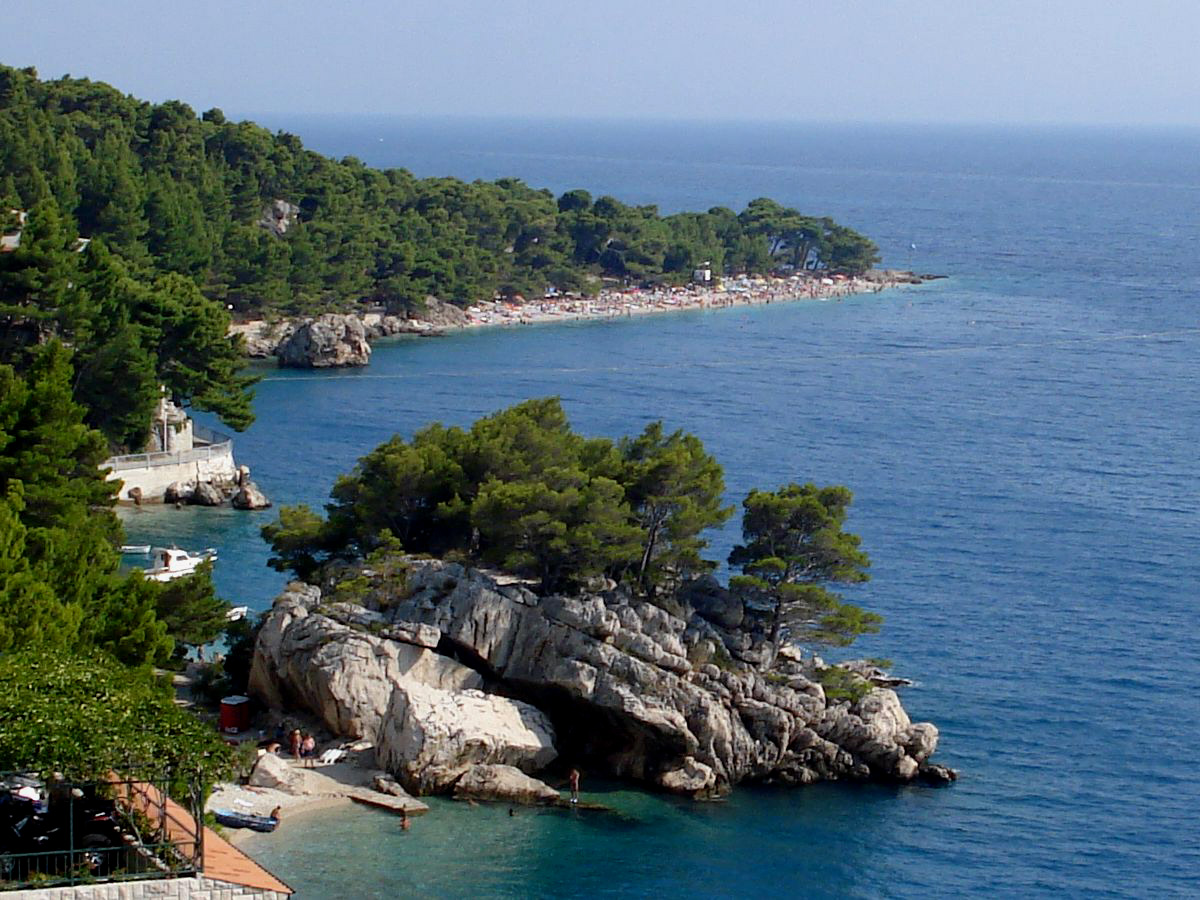
Курортне місто Брела

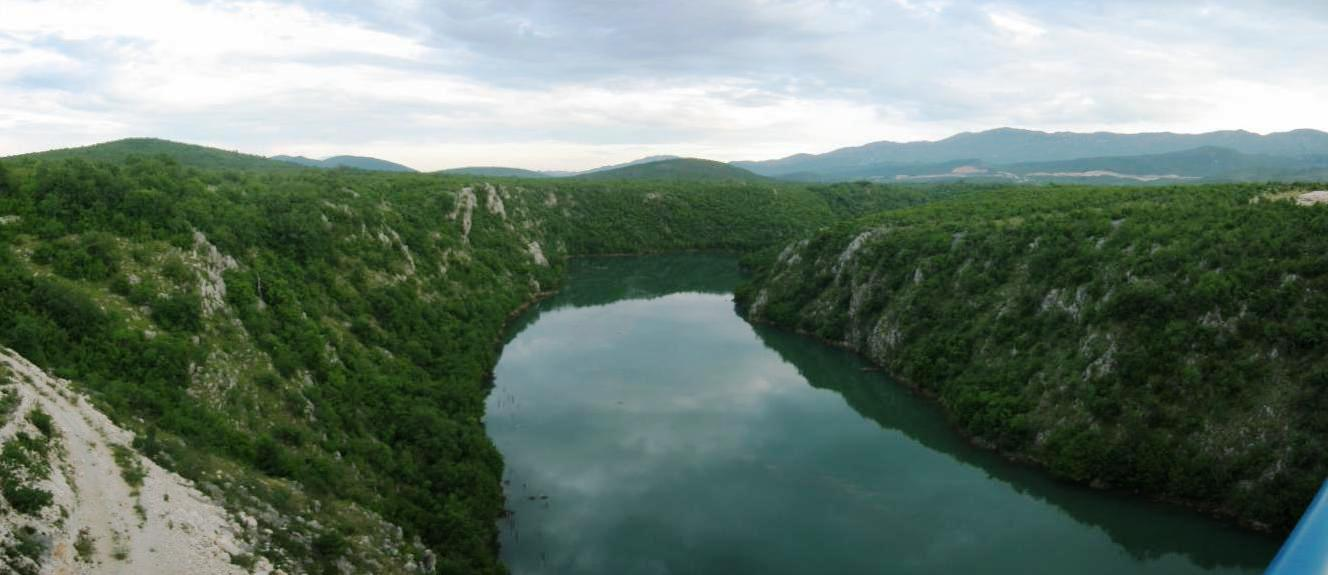
Річка Цетина

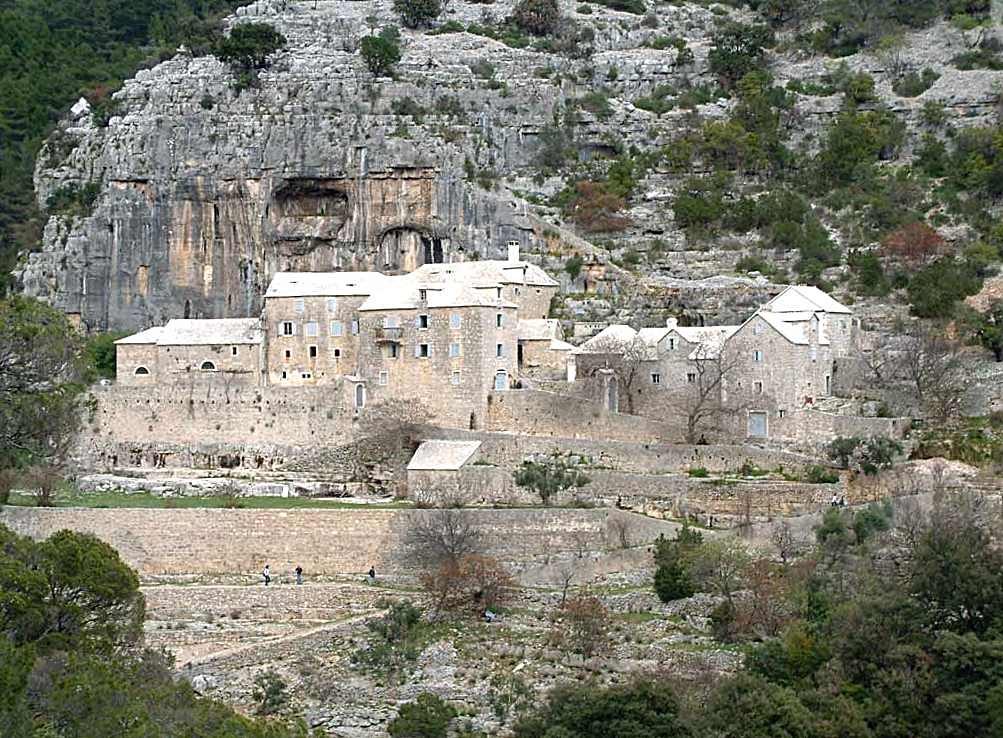
Печерний монастир «Pustinja Blaca» на острові Брач

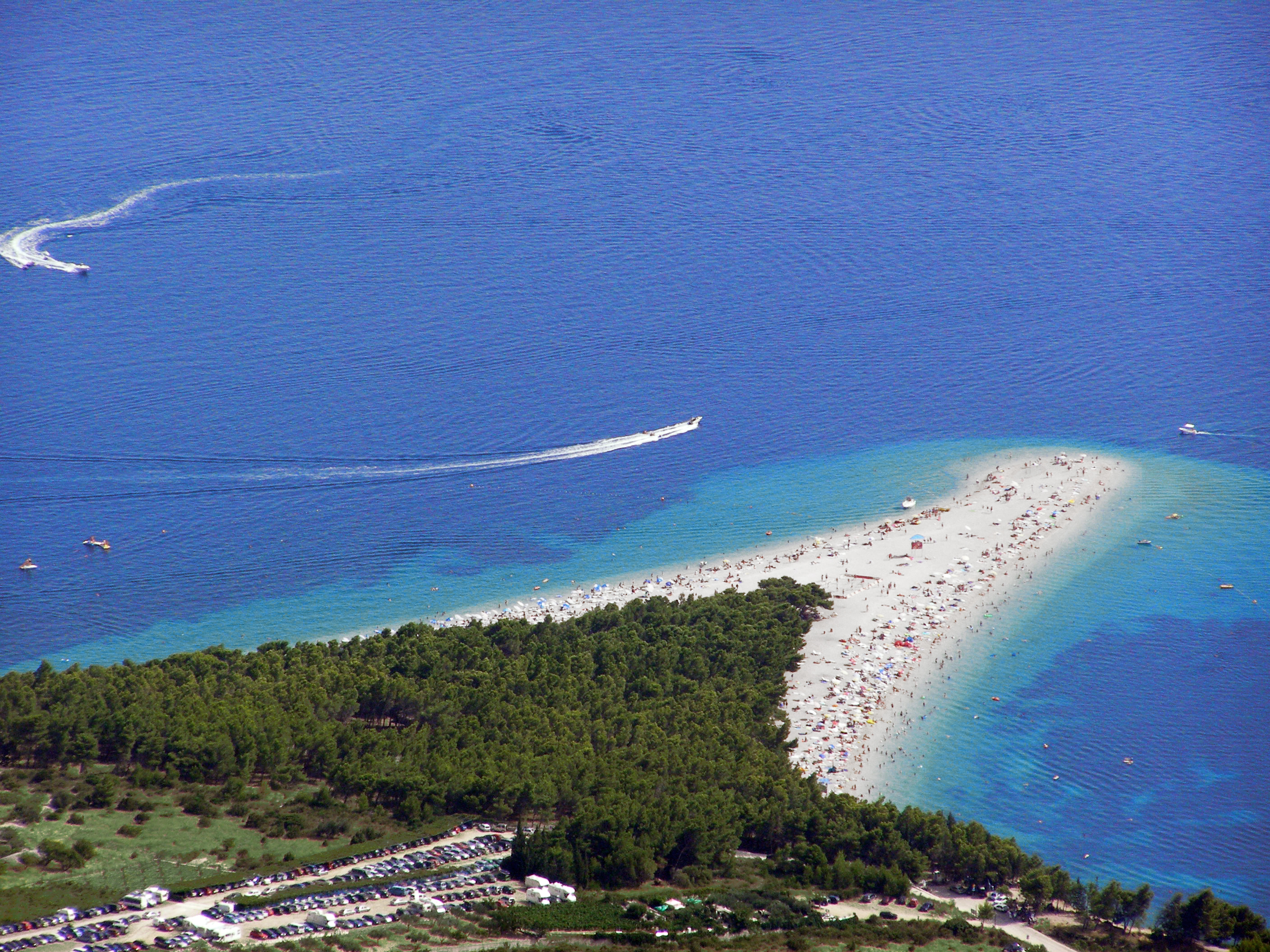
Пляж «Золотий ріг» на острові Брач

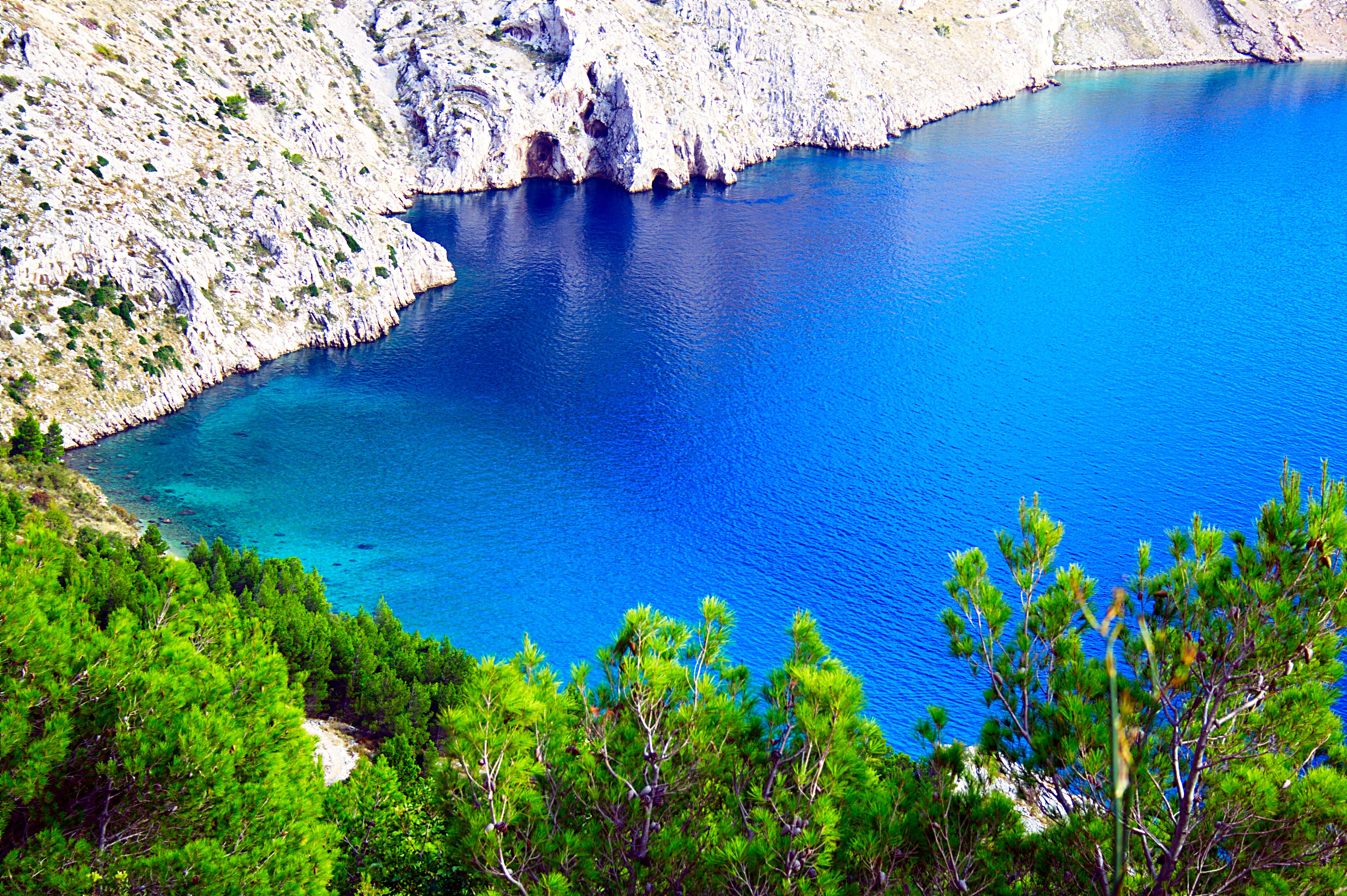
Адріатичне море між Омишом і Макарською

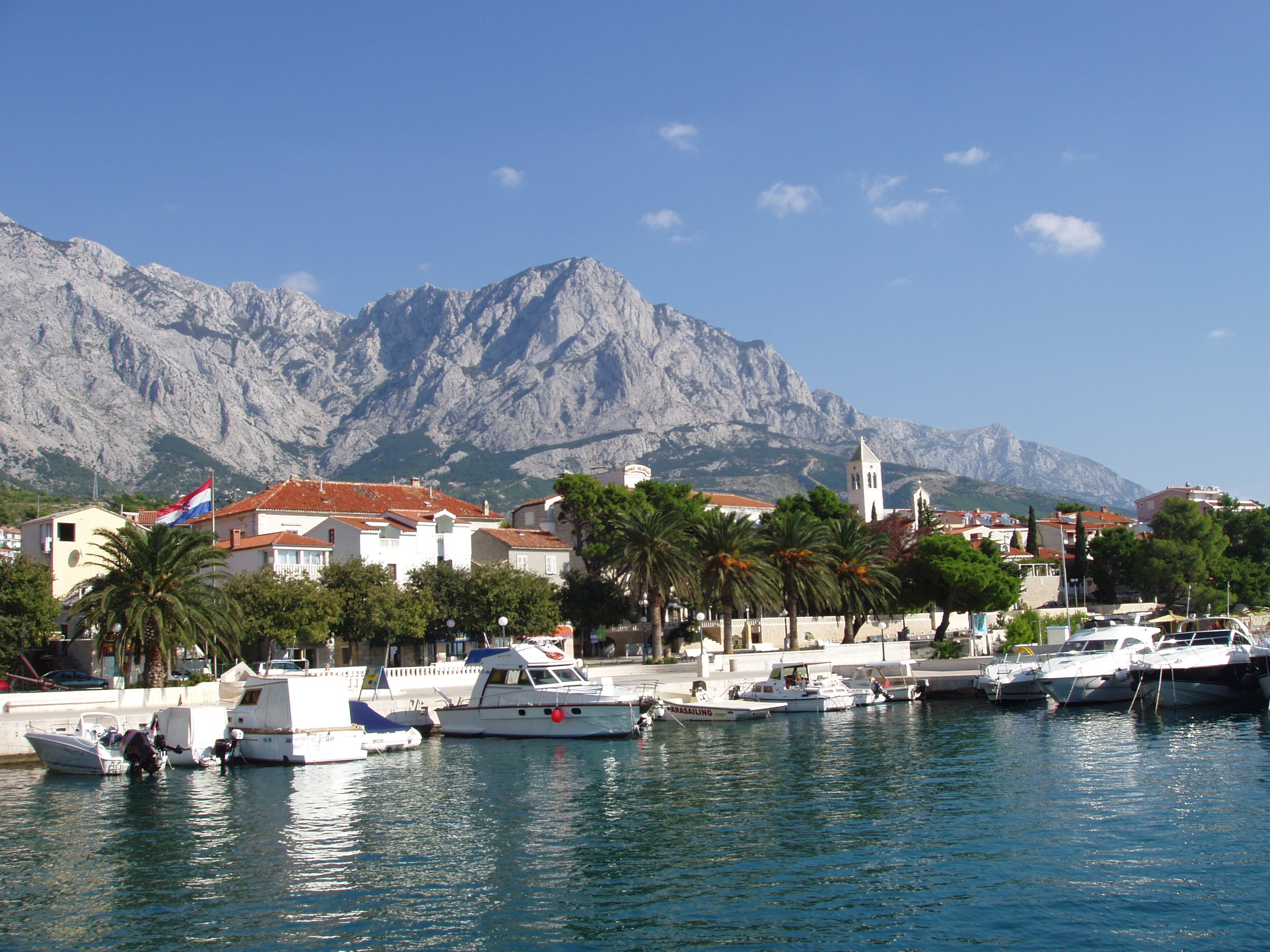
Курорт Башка-Вода

Сплітсько-Далматинська жупанія (хорв. Splitsko-dalmatinska županija) — жупанія на півдні Хорватії, в області Далмація. Столиця жупанії — найбільше місто Далмації Спліт.

## Географія і клімат
Жупанія розташована в Середній Далмації, простирається витягнутою смугою від узбережжя Адріатики на південному заході до кордону з Боснією і Герцеговиною на північному сході, включаючи також довколишні острови, найбільші з яких це Брач, Хвар, Вис і Шолта. На північному заході межує з Шибеницько-Книнською жупанією, на південному сході з Дубровницько-Неретванською жупанією.
Сплітсько-Далматинська жупанія з площею 4540 км² є другою за величиною жупанією Хорватії.
Найвища точка — гора святого Юрія (Біоково) (1762 м).
Найдовша річка — Цетина (105 км).
Найбільший острів — Брач (395 км²).
На узбережжі і на островах жупанії переважає середземноморський клімат. Для материкової частини характерний субсередземноморський, а в гірських районах — гірський клімат. Літо — сухе і тепле (середня температура повітря влітку 26 °C). Зими — м'які, з невеликою кількістю опадів. На материковій частині різниця температур вища. Серед вітрів виділяються бора — вітер, що дме з материка на море і приносить із собою прохолодну погоду, та південний вітер юго (сіроко), що дме з моря на суходіл і приносить теплу та хмарну погоду.

## Населення
Населення жупанії — 463 676 осіб. Жупанію населяють хорвати (96,30%), серби (1,19%), албанці (0,19%), боснійці (0,19%), словенці (0,19%), чорногорці (0,13%), за даними на 2001 рік.

## Адміністративний поділ
Жупанію поділено на 16 міст і 39 громад. За переписом 2001 року ці міста і громади мали таке населення.

### Міста
| Місто      | Кількість жителів |
| ---------- | ----------------- |
| Спліт      | 175 140           |
| Каштела*   | 34 103            |
| Солін      | 15 850            |
| Макарська  | 13 381            |
| Синь       | 11 468            |
| Трогір     | 10 907            |
| Омиш       | 6 565             |
| Імотський  | 4 347             |
| Хвар       | 3 672             |
| Супетар    | 3 016             |
| Триль      | 2 381             |
| Вргораць   | 2 188             |
| Старі-Град | 1 906             |
| Вис        | 1 776             |
| Комижа     | 1 523             |
| Врлика     | 959               |

* Місто Каштела включає населені пункти Каштел-Гомілиця (4075 жителів), Каштел-Камбеловаць (4505), Каштел-Лукшич (4880), Каштел-Нові (5309), Каштел-Старі (6448), Каштел-Сучураць (6236) та Каштел-Штафілич (2650).

### Громади
| Громада            | Кількість жителів |
| ------------------ | ----------------- |
| Башка-Вода         | 2924              |
| Бол                | 1661              |
| Брела              | 1771              |
| Циста-Прово        | 3674              |
| Дицмо              | 2657              |
| Дугий Рат          | 7305              |
| Дугополє           | 3120              |
| Градаць            | 3615              |
| Хрваце             | 4116              |
| Єлса               | 3656              |
| Клис               | 4367              |
| Лечевиця           | 740               |
| Локвичиці          | 1037              |
| Ловреч             | 2500              |
| Марина             | 4771              |
| Милна              | 1100              |
| Муч                | 4074              |
| Нережища           | 868               |
| Округ              | 2980              |
| Оток               | 5782              |
| Подбаблє           | 4904              |
| Подгора            | 2884              |
| Подстрана          | 7341              |
| Постира            | 1553              |
| Пргомет            | 797               |
| Приморський Долаць | 839               |
| Проложаць          | 4510              |
| Пучища             | 2224              |
| Руновичі           | 2643              |
| Сеґет              | 4904              |
| Селця              | 1977              |
| Сучурай            | 492               |
| Сутіван            | 759               |
| Шестановаць        | 2685              |
| Шолта              | 1479              |
| Тучепі             | 1763              |
| Задвар'є           | 277               |
| Загвозд            | 1642              |
| Зміявці            | 2130              |

## Визначні місця
У список Світової спадщини ЮНЕСКО входять три об'єкти на території жупанії:
- Історичний центр Спліта з Палацом Діоклетіана
- Історичний центр міста Трогір
- Старіградська рівнина на острові Хвар

У гірському масиві Біоково утворено природний парк.
Серед інших визначних пам'яток:
- «Синя печера» (хорв. Modra špilja) на острові Бішево
- Острів Брач і його найвища вершина Відова гора та пляж «Золотий ріг» біля міста Бол
- Курортна «Макарська рив'єра» та її центр Макарська
- Каньйон річки Цетина
- Озера Червоне озеро і Блакитне озеро
- Печерний монастир «Pustinja Blaca» на острові Брач

## Економіка і промисловість
У жупанії розвинені туризм, торгівля, переробна промисловість, суднобудування, машинобудування, текстильна індустрія.

## Знамениті земляки
- Маріо Анчич (*1984) — хорватський тенісист
- Бланка Влашич (*1983) — хорватська легкоатлетка
- Горан Іванишевич (*1971) — югославський і хорватський тенісист
- Ігор Тудор (*1978) — хорватський футболіст